# 赫梅洛夫卡河
赫梅洛夫卡河（俄语：Река Хмыловка），前称大旱沟河（俄语：Река Тахангоу），是滨海边疆区游击队区的河流，源起大城关山，长6.1公里，流域面积144平方公里，注入弗兰格尔湾。1972年更为现名。

## 引用
1. ↑  А·П·穆拉诺夫. . 列宁格勒: 气象出版社. 1966 （俄语）.
2. ↑  . 列宁格勒: 气象出版社 （俄语）.
3. ↑  Т·А·基谢尔科瓦娅. . 列宁格勒: 气象出版社. 1977 （俄语）.
4. ↑  . 国家水登记处.   [2024-01-04]. （原始内容存档于2024-01-04） （俄语）.
5. ↑   (PDF). www.vladcity.com. （原始内容 (PDF)存档于2011-07-17）.